# Łukasz Pietrzak
Łukasz Pietrzak (ur. 20 sierpnia 1982 w Wysokiem Mazowieckiem) – polski farmaceuta, ratownik kwalifikowanej pierwszej pomocy i ratownik pola walki, analityk, od 2024 główny inspektor farmaceutyczny.

## Życiorys
Absolwent kierunku farmacja apteczna na Wydziale Farmaceutycznym z Oddziałem Medycyny Laboratoryjnej Akademii Medycznej w Białymstoku w 2007. Podczas studiów pracował naukowo w Zakładzie Farmakodynamiki, gdzie zajmował się eksperymentalnymi modelami zwierzęcymi. Po ukończeniu studiów od 2007 pracował jako magister farmacji, a później na stanowisku kierownika apteki.
Twórca opracowań dotyczących danych medycznych oraz analiz epidemiologicznych, cytowanych w pracach naukowych oraz mediach w trakcie pandemii COVID-19. Ekspert w dziedzinie farmacji i bezpieczeństwa lekowego. Autor artykułów popularnonaukowych przybliżających kwestie farmakoterapii. Współautor artykułów dotyczących zdrowia i farmacji. Brał udział w realizacji programu szczepień przeciwko COVID-19, pracując w punkcie szczepień na Stadionie Legii Warszawa.
W latach 2023–2024 był członkiem Zespołu Pomocy Humanitarno-Medycznej przy Prezesie Rady Ministrów. Uczestnik misji zagranicznych w rejonach ogarniętych wojną.
24 lipca 2024 premier Donald Tusk powołał go na stanowisko głównego inspektora farmaceutycznego.

## Wybrane publikacje
- A. Mogielnicki, K. Kramkowski, Ł. Pietrzak, W. Buczko, N-methylnicotinamide inhibits arterial thrombosis in hypertensive rats, “Journal of Physiology and Pharmacology” 2007, nr 58, s. 515−527.
- Ł. Pietrzak, A. Mogielnicki, W. Buczko, Nicotinamide and its metabolite N-methylnicotinamide increase skin vascular permeability in rats, “Clinical and Experimental Dermatology” 2009 nr 34, s. 380−384.
- Ł. Pietrzak, K. Polok, R. Halik, A. Szuster-Ciesielska, W. Szczeklik, Effectiveness of the BNT162b2 vaccine in preventing COVID-19-associated deaths in Poland, “Polish Archives of Internal Medicine” 2023, nr 133.